# Rhytidodera bowringii
Rhytidodera bowringii är en skalbaggsart som beskrevs av White 1853. Rhytidodera bowringii ingår i släktet Rhytidodera och familjen långhorningar.
Artens utbredningsområde är Myanmar. Inga underarter finns listade i Catalogue of Life.